# Heinrich Biber
Œuvres principales
- Sonata la « Battalia »
- Sonates du Rosaire
- Sonatae tam aris quam aulis servientes
- Harmonia artificioso-ariosa
- Missa Salisburgensis

Heinrich Ignaz Franz Biber né le 12 août 1644 à Wartenberg (aujourd'hui Stráž pod Ralskem, en République tchèque) et mort le 3 mai 1704 à Salzbourg, est un violoniste et compositeur baroque austro-tchèque.

## Biographie
Heinrich Biber naît en Bohème, à Wartenberg au nord de Prague, et est baptisé le 12 août 1644. Il reçoit sa formation musicale du compositeur et maître de chapelle autrichien Johann Heinrich Schmelzer. Biber occupe des postes à Olmütz et Kremsier, en Moravie, avant d'être nommé lui-même maître de chapelle, auprès du prince-évêque de Salzbourg, en 1684. Violoniste virtuose, Biber est aussi un compositeur émérite, capable de créer toutes sortes d'œuvres musicales. Pour ses mérites de violoniste et de compositeur, il est anobli par l'empereur Léopold Ier et peut donc s'appeler « Biber von Bibern ».
Son fils, le compositeur Carl Heinrich Biber (1681-1749), lui succéda au poste de maître de chapelle, à Salzbourg.

## Technique
Son jeu au violon a probablement été influencé, d'une part par la tradition italienne de Marco Uccelini et Carlo Farina, et d'autre part, par la tradition polyphonique allemande alors naissante représentée par Johann Heinrich Schmelzer, qui a été le maitre de Biber. Les apports de Biber incluent des avancées dans la technique du violon - il était capable d'atteindre les 6e et 7e positions, et ses techniques de la main gauche et d'archet étaient bien plus avancées que celles des compositeurs italiens contemporains. Dans certaines de ses œuvres, Heinrich Biber utilise la scordatura, une technique de jeu « désaccordé ». On diminue ou on augmente la tension d'une ou plusieurs cordes de l'instrument, afin de créer l'illusion d'un instrument utilisant des accords différents. Cette manière d'accorder le violon permet de jouer avec des instruments baroques comme avec des instruments modernes mais avec une technique qui sera développée plus tard, au XIXe siècle, sur deux, trois ou quatre cordes. Cette technique donne des effets sonores insolites, effets recherchés pour donner un caractère particulier à une œuvre. Aucun autre violoniste avant lui n'avait autant utilisé le jeu sur deux ou trois cordes simultanément. Ainsi, il parvenait à jouer en septième position sans effort, une technique qu'Arcangelo Corelli considérait encore à cette époque comme impossible.
Les sonates des Mystères (Sonates du Rosaire), dans lesquelles on trouve 15 façons différentes d'accorder le violon, constituent un bel exemple de cette technique.

## Œuvre
- Deux Requiem (en fa et en la)
- Deux opéras (dont Arminio)
- De nombreuses cantates
- Missa Sancti Henrici
- Missa Salisburgensis
- Missa Bruxellensis
- Missa Christi resurgentis
- Sérénade à 5 Der Nachtwächter (« Le veilleur de nuit »)
- Mensa Sonora, musique de table pour deux violons, alto et basse continue
- 12 sonates « Sonatae tam aris quam aulis servientes » pour six à huit instruments
- 12 sonates « Fidicinium sacroprofanum »
- 12 sonates « Harmonia artificioso-ariosa »
- Des musiques pour usages divers comme la Battalia à 10
- La Sonata representativa dans laquelle sont imitées divers chants d’oiseaux et de cris d’animaux.
- 15 Sonates du Rosaire (Rosenkranzsonaten, 1678), toutes (sauf la première) pour violon accordé différemment. Voir plus haut, l'accord (scordature) du violon pour ces sonates. Une passacaille pour violon seul, clôt le cycle.
- Huit Sonates pour violon (1681).

## Discographie
- Requiem à 15; Vesperae à 32 - Els Bongers, Anne Grimm, Kai Wessel, Peter de Groot, Marcel Reyans, Simon Davies, René Steur, Kees-Jan de Koning, Amsterdam Baroque Orchestra & Choir, Ton Koopman (Erato, France 1994)[4]
- Missa Bruxellensis – Jordi Savall, Le Concert des Nations, La Capella Reial de Catalunya (Alia Vox 9808)[5]
- Battalia à 10; Requiem à 15– Jordi Savall, La Capella Reial de Catalunya, Le Concert des Nations (Alia Vox 9825)[6]
- Sonata Representativa for violin & continuo in A major, The Zarjaz, La Leggenda Del Block, Editio Seconda, Traite Pour Marbre Neon Harpe Et Voix (Basilcia Records BA 005)
- Mensa sonora and Sonata representativa, Reinhard Goebel, Musica Antiqua Köln – Archiv Produktion (DG 423701)
- The Rosary Sonatas, Richard Egarr, Andrew Manze, Alison McGillivray (Harmonia Mundi - 907321)
- Biber: Passacaille pour alto solo, arrangé par Marco Misciagna (Live); Marco Misciagna, Alto (MM08)[7]

#### Ouvrages généraux
- Roland de Candé, La musique : Histoire, dictionnaire, discographie, Paris, Seuil, 1969, 688 p.

#### Monographies
- (de) Arrey von Dommer, « Biber von Bibern, Franz von », dans Allgemeine Deutsche Biographie (ADB), vol. 2, Leipzig, Duncker & Humblot, 1875, p. 610
- (de) Georg Reichert, « Biber von Bibern, Franz von », dans Neue Deutsche Biographie (NDB), vol. 2, Berlin, Duncker & Humblot, 1955, p. 214–215 (original numérisé).
- (en) Elias Dann et Jiří Sehnal, The New Grove Dictionary of Music and Musicians (édité par Stanley Sadie) : Biber, Heinrich Ignaz Franz von, Londres, Macmillan, seconde édition, 29 vols. 2001, 25000 p. (ISBN 9780195170672, lire en ligne)